# Wrong Turn (película de 2021)
Wrong Turn (Wrong Turn: Sendero al infierno en España, Camino hacia el terror: la fundación en Hispanoamérica) es una película de terror dirigida por Mike P. Nelson y escrita por Alan B. McElroy. La película es un reboot y la séptima entrega de la serie de películas Wrong Turn. Está protagonizada por Charlotte Vega, Adain Bradley, Emma Dumont, Dylan McTee, Daisy Head, Bill Sage y Matthew Modine. Es una coproducción internacional entre Estados Unidos, Alemania y Canadá.
Fue estrenada el 26 de enero de 2021, por Saban Films.

## Sinopsis
Un equipo de amigos está recorriendo el Sendero de los Apalaches, solo para ser perseguidos por la "Fundación", una comunidad autosuficiente de personas que han vivido en las montañas durante cientos de años y se han vuelto extremadamente hostiles con los forasteros.

## Reparto
- Charlotte Vega como Jennifer "Jen" Shaw
- Adain Bradley como Darius Clemons
- Bill Sage como Venable / Ram Skull
- Emma Dumont como Milla D'Angelo
- Dylan McTee como Adam Lucas
- Daisy Head como Edith
- Matthew Modine como Scott Shaw
- Adrian Favela como Luis Ortiz
- Vardaan Arora como Gary Amaan
- Tim de Zarn como Nate Roades
- Rhyan Elizabeth Hanavan como Ruthie
- Valerie Jane Parker como Corrine
- Chaney Morrow como Hobbs
- David Hutchison como Cullen / Wild Boar Skull
- Damian Maffei como Morgan / Deer Skull
- Mark Mench como Standard / Wolf Skull

## Producción
En octubre de 2018 se anunció un reinicio de la serie de películas Wrong Turn. La película fue dirigida por Mike P. Nelson y escrita por Alan B. McElroy, escritor de la Wrong Turn original de 2003. Charlotte Vega protagonizará la película.

### Rodaje
El rodaje comenzó el 9 de septiembre de 2019 en Ohio y finalizó el 2 de noviembre.

## Estreno
Originalmente Wrong Turn estaba programada para estrenarse en 2020. Sin embargo, la película se retrasó hasta 2021 debido a la pandemia de COVID-19. El 16 de diciembre de 2020 se anunció que la película se estrenará en los cines estadounidenses solo por una noche el 26 de enero de 2021.